# Fundación Española de Geriatría y Gerontología
La Fundación Española de Geriatría y Gerontología (FGG)  es una organización sin ánimo de lucro, cuyo objetivo básico es contribuir al bienestar social de las personas mayores en España, la Unión Europea y los países del tercer mundo.

## Historia
La FGG se creó hace 17 años para adaptar la antigua Fundación Española de la Tercera Edad a los cambios de la sociedad actual. Tiene personalidad jurídica y  está inscrita en el Protectorado de Fundaciones del Ministerio de Trabajo de España. 
Su objetivo es contribuir al bienestar de las personas mayores en España y Latinoamérica, tanto en aspectos sanitarios como sociales. También busca promover la mejora de la formación de los profesionales que se dedican a la atención y cuidado de las personas dependientes. 
Como consecuencia del progresivo envejecimiento poblacional  Las principales vías en las que trabaja la fundación son:
- Formar, especializar y reciclar a los profesionales de la Gerontología.
- Fomentar y difundir información científica y social relacionada con el envejecimiento de la población, sus consecuencias y propuestas de solución y mejora.
- Formar, informar y asesorar a las personas mayores y a sus familiares.
- Apoyar a los familiares con personas mayores dependientes a su cargo.
- Promover y fomentar la participación de las personas mayores a través de diferentes actividades.
- Impulsar y apoyar la creación de empresas, programas y servicios destinados a personas mayores y familiares.
- Apoyar la creación de empleo en el ámbito de la gerontología.